# Summer Magic
Summer Magic – specjalny minialbum południowokoreańskiej grupy Red Velvet, wydany 6 sierpnia 2018 roku przez wytwórnię SM Entertainment i dystrybuowany przez Iriver. Płytę promował singel „Power Up”. Sprzedał się w nakładzie 157 323 egzemplarzy w Korei Południowej (stan na grudzień 2018 r.).

## Lista utworów
| CD | CD                                                                           | CD                                     | CD                                                                                                | CD                                                                  | CD      |
| Nr | Tytuł utworu                                                                 | Tekst                                  | Kompozycja                                                                                        | Aranżacja                                                           | Długość |
| -- | ---------------------------------------------------------------------------- | -------------------------------------- | ------------------------------------------------------------------------------------------------- | ------------------------------------------------------------------- | ------- |
| 1. | „Power Up”                                                                   | Kenzie                                 | Amanda Salsabila, Ellen Berg Tollbom, Cazzi Opeia, Jonatan Gusmark, Ludvig Evers a.k.a. Moonshine | Jonatan Gusmark, Ludvig Evers a.k.a. Moonshine                      | 3:22    |
| 2. | „Han Yeoreum-ui Christmas (With You)” (kor. 한 여름의 크리스마스 (With You)) | January 8th, Song Carrot (Jam Factory) | Nermin Harambasic, Anne Judith Wik, Jin By Jin, Hugo Solis, Gionata Caracciolo                    | Nermin Harambasic, Hugo Solis, Jin By Jin, Anne Judith Wik          | 3:27    |
| 3. | „Mr. E”                                                                      | Kenzie                                 | Trinity, Kenzie, Courtney Woolsey                                                                 | Trinity                                                             | 3:38    |
| 4. | „Mosquito”                                                                   | Seo Ji-eum                             | Teddy Riley, Lee Hyun-seung, DOM, Daniel Obi Klein, Ylva Dimberg                                  | Teddy Riley                                                         | 3:11    |
| 5. | „Hit That Drum”                                                              | Misfit                                 | Ronny Svendsen, Nermin Harambasic, Anne Judith Wik, Blair MacKichan                               | Ronny Svendsen, Nermin Harambasic, Anne Judith Wik, Blair MacKichan | 3:12    |
| 6. | „Blue Lemonade”                                                              | Seo Ji-eum                             | Lee Joo-hyung (Monotree), NOPARI, Cazzi Opeia                                                     | NOPARI                                                              | 3:16    |
| 7. | „Bad Boy” (English Ver.) (Bonus Track)                                       | Whitney Phillips                       | The Stereotypes, Maxx Song, Whitney Phillips, Yoo Young-jin                                       | The Stereotypes                                                     | 3:28    |

## Notowania
| Lista                     | Pozycja |
| ------------------------- | ------- |
| Gaon Weekly Album Chart   | 1       |
| Gaon Monthly Album Chart  | 2       |
| Gaon Yearly Album Chart   | 30      |
| Five Music (Tajwan)       | 1       |
| Oricon Weekly Album Chart | 12      |
| Billboard World Albums    | 3       |
| Heatseekers Albums        | 3       |